# Zecheuna
Zecheuna är ett släkte av insekter. Zecheuna ingår i familjen Flatidae.
Kladogram enligt Catalogue of Life:
| Zecheuna | \| \| Zecheuna azira \| \| \| \| \| \| Zecheuna tonkinensis \| \| \| \| |
|          | \| \| Zecheuna azira \| \| \| \| \| \| Zecheuna tonkinensis \| \| \| \| |
|          | Zecheuna azira                                                          |
|          |                                                                         |
|          | Zecheuna tonkinensis                                                    |
|          |                                                                         |